# Science des bibliothèques

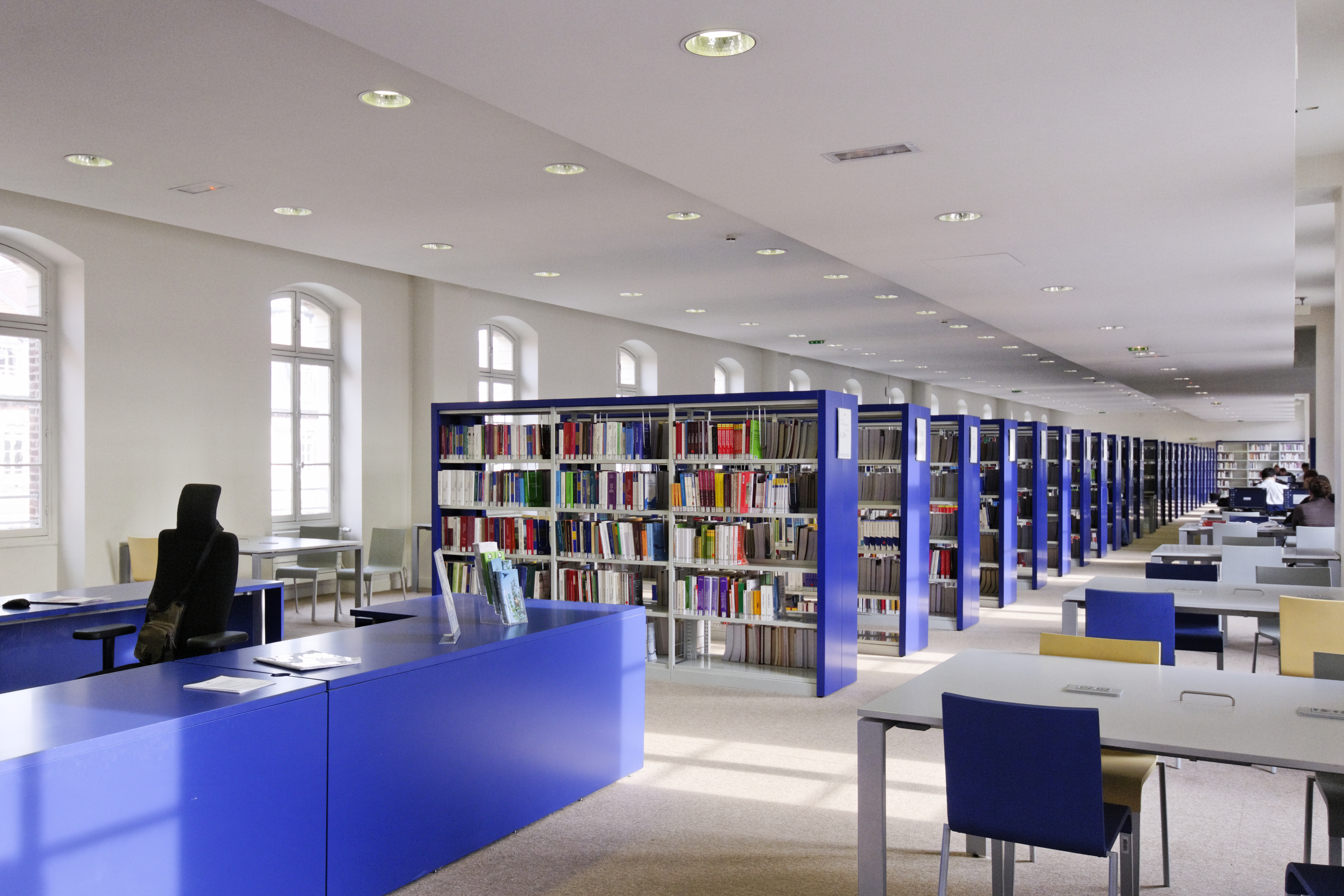
Salle de lecture de la bibliothèque Sainte-Barbe, à Paris.

La science des bibliothèques (souvent appelé études bibliothéconomiques, sciences de l'information et des bibliothèques, bibliothéconomie, et même aujourd'hui science de l'apprentissage et de l'information) est un champ interdisciplinaire ou multidisciplinaire fondé sur diverses approches théoriques et des savoirs professionnels, incluant un ensemble de valeurs et des outils issus de la gestion, des technologies de l'information, de l'éducation, des sciences sociales et d'autres secteurs qui sont reliés aux bibliothèques, visant à faciliter l'accès aux données, aux informations, aux documents, aux connaissances ainsi que leur organisation, leur préservation, leur médiation, dans les conditions appropriées, en vue d'améliorer la société.
Le terme bibliothéconomie désigne l'ensemble des techniques de gestion et d'organisation des bibliothèques. Il ne s’agit pas seulement de la collecte et de la conservation des supports documentaires, mais également des pratiques visant à les rendre disponibles au public de façon qu’il puisse les consulter. Le terme de bibliothéconomie est de plus en plus souvent délaissé au profit des expressions « science des bibliothèques » ou « sciences de l'information et des bibliothèques » (SIB). Bien que la bibliothéconomie soit de plus en plus référencée comme une sous-catégorie, une spécialisation des sciences de l'information, elle reste bel et bien une discipline théorique et professionnelle qui est, à ce jour, toujours enseignée et pratiquée. La bibliothéconomie a ses propres champs d'expertise, dont tirent parti les autres sciences de l'information.

## Description
Le positionnement de la bibliothéconomie au sein de la classification décimale universelle permet de dresser des contours plus nets de son acception. De fait, elle se positionne dans la classe numéro 02 et se décompose en sous-catégories telles que :
- Les fonctions de la bibliothèque (relation entre les bibliothèques et son environnement, le dépôt légal, la législation, leur catégorisation…) ;
- L'aménagement (les locaux, la salle de lecture, la salle de consultation, l'organisation de l'espace, le libre-accès au fonds…) ;
- L'administration (le personnel, le lecteur, le règlement…) ;
- La gestion technique de la bibliothèque (accroissement, catalogage, les étapes clés de la chaîne documentaire, l'entretien du livre, la reliure…).

En suivant ce découpage catégoriel, qui reflète la conception de la bibliothéconomie à l'origine, ce champ disciplinaire porte sur le régime des techniques et des savoir-faire relatifs à la gestion d’une bibliothèque dans les divers aspects du fonctionnement : la politique documentaire, la politique de services, la gestion des ressources (humaines, financières, matérielles), les processus de traitement et de communication des documents, l’automatisation des tâches, etc,.
Dans la foulée de la mutation numérique, la bibliothéconomie concerne aussi désormais les savoir-faire et les techniques liés aux divers supports documentaires de même que la gestion de leurs contenus : structuration des données bibliographiques et des catalogues, gestion du circuit documentaire, politique d’acquisition et de conservation des collections et ressources, organisation d’espaces documentaires ; la médiation de ces contenus avec des publics fait également partie de cette description.
La bibliothéconomie comme domaine des sciences de l’information s’inscrit dans une démarche scientifique. Au sens large, elle s’intéresse à la manière de répondre aux besoins informationnels de diverses collectivités à travers des pratiques et des services relatifs aux bibliothèques.
Il n'existe pas de consensus général sur la distinction entre les termes de science des bibliothèques, sciences de l'information et des bibliothèques et bibliothéconomie et, dans une certaine mesure, ceux-ci sont interchangeables, différant peut-être de façon plus significative dans leur connotation. Le terme de sciences de l'information et des bibliothèques (SIB) est celui qui est le plus souvent utilisé; la plupart des bibliothécaires considèrent ces différences comme des variations terminologiques, destinées à souligner les bases scientifiques et techniques du sujet et sa relation avec les sciences de l'information. La SIB ne doit pas être confondue avec la théorie de l'information ou l'étude mathématique du concept d'information. Les sciences de l'information et des bibliothèques peuvent également être conçues comme une intégration de deux domaines, celui de la bibliothéconomie et celui des sciences de l'information. La philosophie de la bibliothèque, en tant que l'étude des objectifs et des justifications de la bibliothéconomie, se distingue de la science de la bibliothèque qui porte sur l'élaboration et l'amélioration des techniques.

## Histoire
Cette partie aborde l’histoire de la bibliothéconomie, à travers ses figures de proue, Melville Louis Kossuth Dewey, Shiyali Ramamrita Ranganathan et les ouvrages ayant construit la science des bibliothèques en elle-même, puis la déclinaison de domaines bibliothéconomiques spécialisés.
Historiquement, cette science des bibliothèques inclut également l'archivistique. Ceci comprend la façon dont les ressources d'information sont organisées pour répondre aux besoins de certains groupes d'usagers, la façon dont les gens interagissent avec les systèmes de classification et la technologie, la façon dont l'information est acquise, évaluée et utilisée par des utilisateurs à l'intérieur et à l'extérieur des bibliothèques, tout en tenant compte des caractéristiques culturelles, la façon dont les gens sont formés aux métiers des bibliothèques, à l'éthique qui guide les services de la bibliothèque et son organisation, le statut juridique des bibliothèques et des ressources d'information, et l'informatique utilisée dans un contexte de documentation et dans la gestion des dossiers.

### XVIIesiècle

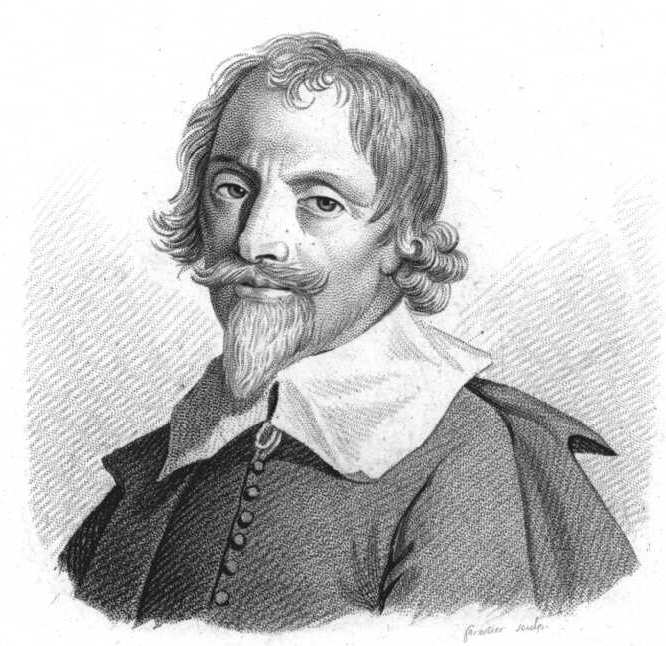
Portrait de Gabriel Naudé, auteur de Advis pour dresser une bibliothèque (1627), plus tard traduit en anglais en 1661.

#### Gabriel Naudé
Le premier ouvrage de bibliothéconomie en français est de Gabriel Naudé. C'est l'Advis pour dresser une bibliothèque ; publié pour la première fois en 1627, qui contient des recommandations sur le fonctionnement d'une bibliothèque.
Naudé écrit abondamment, produisant des travaux sur de nombreux sujets, comme la politique, la religion, l'histoire et le surnaturel. Il met en pratique toutes ses idées dans les Conseils quand on lui donne la possibilité de construire et de se charger de la bibliothèque du Cardinal Jules Mazarin.

### XIXesiècle

#### Thomas Jefferson
Thomas Jefferson, dont la bibliothèque à Monticello se compose de plusieurs milliers de livres, conçoit un système de classification inspirée par la méthode de Baconde, qui regroupe des livres plus ou moins par sujet plutôt que par ordre alphabétique, comme il était pratiqué autrefois.
La collection de Jefferson fournit le début de ce qui est devenu la Bibliothèque du Congrès.

#### Martin Schrettinger
Martin Schrettinger écrit le second livre fondateur (le premier en Allemagne) sur le sujet de 1808 à 1829. Le bibliothécaire bavarois invente cette discipline dans son œuvre (1808-1828) Versuch eines vollständigen Lehrbuchs der Bibliothek-Wissenschaft oder Anleitung zur vollkommenen Geschäftsführung eines Bibliothekars. Plutôt que de classer les informations en fonction de la nature des éléments, comme c'était le cas dans sa bibliothèque bavaroise, Schrettinger organise les livres en ordre alphabétique. La première école américaine pour cette discipline de la science des bibliothèques est fondée par Melvil Dewey à l'Université Columbia en 1887.

#### Melvil Dewey

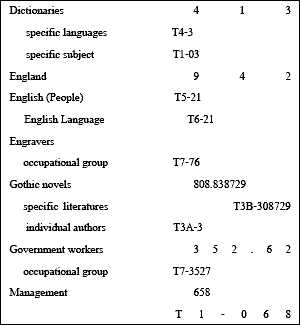

Melville Louis Kossuth Dewey (1851-1931) : Il inventa en 1873 le système de classification décimale qui porte son nom, conçu alors qu'il travaillait en bibliothèque. Ce système est basé sur  les recherches et connaissances de Francis Bacon, William Torrey Harris et Natale Battezzati. Il est aujourd'hui le plus utilisé au monde, dans plus de 183 pays, et mis fréquemment à jour par l'OCLC. C'est une classification « permettant de ranger et de trouver des documents en se basant sur une classification thématique, universelle et décimale ».
La première école de bibliothéconomie américaine ouvre à l'Université Columbia, sous la direction de Melvil Dewey, connu pour sa classification décimale de 1876, le 5 janvier 1887, l'École de bibliothéconomie. Le terme de bibliothéconomie était commun aux États-Unis jusqu'en 1942, puis celui de science des bibliothèques prédomine au cours d'une grande partie du 20e siècle.

### XXesiècle

#### Eugène Morel
Eugène Morel (1869-1934) : Écrivain et bibliothécaire important dans l'histoire de la bibliothèque publique. Il mènera un long combat pour la littérature publique en France ainsi que pour l'accessibilité des bibliothèques au grand public. Pour lui, la bibliothèque publique doit être neutre, libre, et au service de l'usager. En 1908, il rédigea l'ouvrage Bibliothèques qui est considéré comme « l'un des textes les plus importants pour le fondement du métier de bibliothécaire »(référence nécessaire). Il joua également un grand rôle dans l'évolution de l'enseignement de la bibliothéconomie auprès de bibliothécaires. En 1910, il publia un autre ouvrage important pour la bibliothéconomie, La Librairie publique.

#### Shiyali Ramamrita Ranganathan
Shiyali Ramamrita Ranganathan (1892-1972) : Mathématicien, bibliothécaire et créateur du système de classement à facettes multidimentionnelles. En tant que bibliothécaire, il avait comme valeur de rendre la connaissance et la bibliothèque accessibles. « Ses recherches philosophiques et scientifiques l'on mené à créer les cinq lois des sciences de la bibliothéconomie : 1. Les livres sont faits pour être utilisés ; 2. À chaque lecteur son livre ; 3. À chaque livre son lecteur ; 4.Il faut sauver du temps au lecteur ; 5. La bibliothèque est un organisme en constante évolution »
Plus tard, le terme a été utilisé dans le titre de l'ouvrage de S. R. Ranganathan, Les Cinq Lois de la Science de la bibliothèque, publié en 1931, et dans celui de Lee Pierce Butler, Une introduction à la science de la bibliothèque (University of Chicago Press), publié en 1933.
S. R. Ranganathan conçoit les cinq lois de la science de la bibliothèque et l'élaboration du premier grand système de classification analytico-synthétique, celui de la classification coton. En Inde, il est considéré comme le père de la science de la bibliothèque, de la documentation et des sciences de l'information, et il est largement connu dans le reste du monde pour sa réflexion fondamentale dans le domaine.

#### Lee Pierce Butler
Aux États-Unis, la nouvelle approche de Lee Pierce Butler (en), préconise une recherche à l'aide de méthodes quantitatives et des idées des sciences sociales dans le but d'utiliser la bibliothéconomie pour aborder les besoins de la société de l'information. Il a été l'un des premiers professeurs diplômés de l'École des bibliothèques (Library School) à l'Université de Chicago, qui change la structure et l'orientation de l'éducation pour la bibliothéconomie au xxe siècle. Ce programme de recherche va à l'encontre de l'approche bibliothéconomique, qui se limite essentiellement à des problèmes pratiques dans l'administration des bibliothèques.

#### Suzanne Briet
Suzanne Briet (1894-1989) : Pionnière dans le domaine des sciences de l’information et dans la modernisation des bibliothèques. Elle est responsable de nouveaux outils qui se rapportent à la documentation, tels que la première salle de bibliographie de la Bibliothèque de la Sorbonne et la salle des catalogues et bibliographies de la Bibliothèque nationale de France. Elle est aussi à la base de la promotion d’une bibliothéconomie spécialisée et non encyclopédique. Auteure de Qu’est-ce que la documentation ?, un manifeste de 48 pages qui a eu une influence considérable sur la définition de document. Selon ce texte, un document est de l’information fixée sur un support sur lequel un utilisateur peut en comprendre le sens ou les savoirs. Elle a eu une influence importante aux États-Unis, particulièrement dans les écoles de bibliothéconomie et de sciences de l’information, au sujet de ce qui constitue un document.

### XXIesiècle
L'ère numérique a transformé la façon dont les informations sont accessibles et récupérées. "La bibliothèque est maintenant une partie d'un ensemble complexe et dynamique d'éducation, de loisirs, d'information et d'infrastructure." Les appareils mobiles, les applications sans fil haute vitesse, les ordinateurs et les réseaux, l'infonuagique ont un impact profond sur les sciences de l'information et des services d'information tout en contribuent à son développement. L'évolution du modèle de la bibliothèque, au sein des sciences de la bibliothèque, préserve sa mission d'accès équitable et d'espace communautaire, ainsi que les nouveaux moyens d'information de repérage de l'information, des compétences en littératie. Tous les catalogues, les bases de données, et un nombre croissant de livres sont disponibles sur Internet. En outre, l'expansion de l'accès libre et gratuit à des revues en accès libre (open access) et de sources comme Wikipédia influencent profondément la façon dont l'information est accessible. La maîtrise de l'Information est la capacité à "déterminer l'étendue de l'information nécessaire, accéder aux informations nécessaires de manière efficace et efficiente, évaluer l'information et de ses sources de façon critique, incorporer les informations sélectionnées dans une base de connaissances, l'utilisation efficace de l'information pour atteindre un but spécifique, et comprendre l'environnement économique, juridique et social, les questions entourant l'utilisation de l'information, de même que l'accès et l'utilisation des informations de manière éthique et légale."

#### R. David Lankes
R. David Lankes (1970 - ) : Professeur en bibliothéconomie à l’École d’information de l’Université du Texas, Lankes reçoit le Prix Isadore Gilbert Mudge par la Reference and User Services Association de l’American Library Association en 2021 pour sa contribution dans les services de référence en bibliothèque. Il remporte le prix ABC-CLIO/Greenwood en 2012 avec son ouvrage The Atlas of New Librarianship pour le meilleur livre écrit en littérature sur les sciences de l'information.
Lankes défend le rôle essentiel des bibliothécaires dans la société d’aujourd’hui et propose une nouvelle définition de la bibliothéconomie en insistant sur son objectif final, soit l’amélioration de la société. Pour lui :  
« The mission of librarians is to improve society through facilitating knowledge creation in their communities. »
— R.D. Lankes, The New Librarianship Field Guide

« La mission des bibliothécaires est d'améliorer la société en facilitant la création de connaissances au sein de leurs communautés. »
— The New Librarianship Field Guide
Deux parties distinctes composent cette mission. La première est objective et vise l'amélioration de la société, tandis que la seconde décrit les moyens d'atteindre cet objectif qui réfère à ce processus de facilitation. Ainsi, le bibliothécaire se doit de créer les conditions propices à l'apprentissage, c'est-à-dire faciliter la création de connaissances, et il peut le faire de quatre manières:
1. Fournir l’accès
2. Soutenir l’apprentissage / la création de savoirs
3. Concevoir un environnement physique et numérique propice à l’apprentissage
4. Soutenir la motivation et le désir d’apprendre (par la co-propriété ou la participation)

##### Perspective globale
La mission des bibliothécaires et bibliothèques dans la communauté, telle qu'énoncée par Lankes, peut être mise en relation avec les dix-sept Objectifs de développement durable établis par les États membres des Nations unies. Ces objectifs, adoptés en 2015 dans le cadre du Programme de développement durable à l’horizon 2030, appellent à un désir de coopération à l'échelle internationale en vue d'améliorer le bien-être global du monde et sont encadrés dans un plan qui vise leurs réalisations sur une période de 15 ans. Lankes s'accorde déjà avec les approches largement partagées en bibliothéconomie communautaire, où la finalité de la mission doit nécessairement s'adapter aux aspirations de la communauté. Ainsi, il est possible de comprendre la démarche des bibliothécaires dans une perspective d'éthique globale qui se rattache aux objectifs de l'ONU, tout en considérant les professionnels comme des acteurs de premier plan dans la réalisation des politiques nationales et internationales.

## Géographie

### Au Canada
Avant l'ouverture du cours de bibliothéconomie à l'Université McGill en 1904, la formation scolaire en bibliothéconomie se donnait aux États-Unis. Des années 30 aux années 60, plusieurs écoles de bibliothéconomie sont ouvertes au Canada. Dans les années 70, la discipline évolue, le diplôme permettant d'être bibliothécaire est maintenant de niveau de la maitrise dans plusieurs universités canadiennes.

#### Au Québec
Des cours d'été en bibliothéconomie sont proposés par l'Université McGill dès 1904. Le professeur Charles Henry Gould gère ce programme pour lequel Melvil Dewey enseignera dès la première année. Il faudra attendre 1931 pour que le baccalauréat dans cette discipline fasse partie de l'offre de programmes.
De son côté, l'École de bibliothécaires est fondée en 1937 et offre un baccalauréat en bibliothéconomie dès 1945. En 1961, elle change de nom pour l'École de bibliothéconomie et s'affilie à l'Université de Montréal.

### Au Congo-Kinshasa
Les bibliothécaires suivent régulièrement des formations en bibliothéconomie qui sont proposées par le Réseau Mikanda qui regroupe quelques centres de documentation et bibliothèques du Pays, comme la Bibliothèque Wallonie-Bruxelles de Kinshasa, à travers son catalogue collectif. Ce réseau est admis sur la liste des ressources générales ou multidisciplinaires de l’Université catholique de Louvain.

## L'éducation et la formation
Des formations universitaires en science des bibliothèques incluent la gestion des collections, systèmes d'information et la technologie, les méthodes de recherche, la maîtrise de l'information (la littératie de l'information et littératie numérique), le catalogage et la classification, la préservation, la référence, les statistiques et la gestion. La science des bibliothèques évolue constamment, en y intégrant de nouveaux sujets tels que la gestion de bases de données, l'architecture de l'information et la gestion de l'information, entre autres. Avec l'acceptation croissante de Wikipédia en source de référence fiable, de nombreuses bibliothèques, des musées et des services d'archives introduisent le rôle de Wikipédien en résidence. Par conséquent, certaines universités intègrent des cours et des travaux relatifs à Wikipédia et à la gestion des connaissances dans leurs programmes de maîtrise en sciences de l'information et des bibliothèques.
La plupart des écoles aux États-Unis offrent une maîtrise en bibliothéconomie et en sciences de l'information et n'offrent pas un diplôme de premier cycle dans le domaine. Environ cinquante écoles offrent ce programme d'études supérieures, et sept sont en cours de classement. Plusieurs de ces écoles proposent des programmes en ligne, lorsqu'il n'existe pas d'établissement à proximité. Selon le journal en ligne US News, l'Université de l'Illinois, est au sommet de la liste des meilleurs programmes offerts par les universités dans ce secteur. La deuxième est l'Université de la Caroline du Nord et la troisième est l'Université de Washington. Toutes les listes sont accessibles
La plupart des emplois professionnels en bibliothèque nécessitent une maîtrise en science des bibliothèques ou l'équivalent, en science de l'information et des bibliothèques, comme exigence. Aux États-Unis et au Canada la certification vient généralement d'une maîtrise décernée par une institution accréditée par un ALA, ainsi même les bibliothécaires universitaires possèdent à l'origine une formation universitaire de second cycle. Au Royaume-Uni, cependant, des mesures ont été prises pour élargir les conditions d'accès à postes de professionnels en bibliothèque, de sorte que les qualifications, ou l'expérience, dans un certain nombre d'autres disciplines sont désormais acceptées. En Australie, un certain nombre d'établissements proposent des diplômes reconnus par les ALIA (Australian Library and Information Association). Des normes mondiales d'accréditation ou de certification en bibliothéconomie doivent encore être développés.

### Code d'éthique
La Fédération internationale des associations et institutions de bibliothèques publie en 2012 un code déontologique pour les bibliothécaires et les autres professionnels de l'information. Présentés en une série de propositions éthiques, ces points servent de guide pour les membres de la discipline et peuvent soutenir la création ou la révision de codes déjà établis.
La Fédération canadienne des associations de bibliothèques (FCAB-CFLA) reprend ce guide pour encourager les bibliothèques et bibliothécaires canadiens à s'y référer, tout en précisant qu'il ne vient ni empêcher l'élaboration d'autres codes, ni supprimer des codes déjà établis. On retrouve l'accès à l'information comme mission fondamentale de la discipline et dont la finalité est multiple : assurer l'accès à l'information sous toutes ses formes, rejeter la restriction et la censure de l'information, ou encore maintenir au plus bas les offres de services adressées au public.

## Bibliothéconomie par thème

### Bibliothéconomie jeunesse
La bibliothéconomie jeunesse relève de la science des bibliothèques et se définit comme un champ interdisciplinaire ou multidisciplinaire qui applique les approches théoriques, les pratiques et les outils de la gestion, des technologies de l'information, de l'éducation et d'autres secteurs reliés aux bibliothèques jeunesse, aux collections, à l'organisation, la préservation, la diffusion et la médiation des ressources en matière d'information pour les jeunes.

### Bibliothéconomie scolaire
La bibliothéconomie scolaire se spécialise non seulement dans l'obtention, la rétention et la conservation de supports et de l'information qu'ils contiennent, mais également dans la transmission de cette information à des buts éducatifs. Comme il s'agit de l'application de pédagogie dans la pratique des bibliothécaires et techniciens et techniciennes en bibliothéconomies, la science de bibliothéconomie en milieu scolaire ne relève pas uniquement de la formation en sciences de l'information.

### Bibliothéconomie universitaire
La formation en bibliothéconomie, en tant que science de l'information appliquée, permet aux étudiants et étudiantes des milieux universitaires, le corps professoral et professionnel ainsi que les chercheurs et chercheuses de profiter d'une efficacité et efficience générale dans la recherche d'information en milieux bibliothécaires mais également dans tout autre domaine d’information.
L'accessibilité à une information fiable et spécialisée est une valeur reconnue par l'ensemble de la population universitaire comme nécessaire à la bonne conduite des études et de la recherche ; c’est ce sur quoi se penche la bibliothéconomie en milieu universitaire.

### Bibliothéconomie publique
La bibliothéconomie publique concerne la science des bibliothèques publiques, son histoire, ses missions, ses services.
La bibliothèque publique est une passerelle privilégiée pour l'accès à la connaissance puisqu'elle offre des éléments indispensables à l'apprentissage, au développement d'une autonomie décisionnelle ainsi qu'à l'enrichissement culturel et personnel des individus. En offrant au public différents types de savoirs et d'informations, en promouvant l'engagement citoyen, le partage des connaissances ainsi que leur création, la bibliothèque publique vient représenter un centre vital d'importance pour la société dans laquelle elle s'inscrit. C'est d'ailleurs dans l'objectif d'encourager les gouvernements à promouvoir le développement de bibliothèques publiques qu'est publié, en juillet 2022, la nouvelle édition du Manifeste de l'UNESCO sur la bibliothèque publique.
Il existe d'autres types ou approches en bibliothéconomie tels que la bibliothéconomie autochtone.

## Répertoire des associations

### Canada
- Association des bibliothèques de recherche du Canada (ABRC/CARL)
- Fédération canadienne des associations de bibliothèques (FCAB/CFLA)
- Fédération des milieux documentaires (FMD)

#### Québec
- Association des bibliothécaires du Québec Library Association (ABQLA)
- Corporation des bibliothécaires professionnels du Québec (CBPQ)
- Association des bibliothèques publiques du Québec (ABPQ)
- Association pour la promotion des services documentaires scolaires (APSDS)

#### Ontario
- Ontario Library Association (OLA)

### États-Unis
- American Association of School Libraries (AASL)
- Association for Library and Information Science Education (ALISE)
- American Library Association (ALA)

### France
- Association des bibliothécaires de France (ABF)
- Association des professionnels de l'information et de la documentation (ADBS)
- Société française des sciences de l’information et de la communication (SFSIC)

### À l'international
- Art Libraries Society of North America (ARLIS/NA)
- Association of Independent Information Professionals (AIIP)
- International Association of University Libraries (IAUL)
- International Association of School Librarianship (IASL)
- International Federation of Library Associations and Institutions (IFLA)
- Special Libraries Association (SLA)

### Ouvrages historiques
- Gabriel Naudé, Advis pour dresser une bibliothèque, Paris, Klincksieck, 1994, XXIV + 164 (ISBN 2-252-02730-4). Reproduction photomécanique de l'édition  de 1644, Paris, Rolet le Duc. Précédée de L'Advis, manifeste de la bibliothèque érudite, par Claude Jolly.
- Léopold-Auguste Constantin (pages choisies et présentées par Noë Richter), Bibliothéconomie : nouveau manuel complet pour l'arrangement, la construction et l'administration des bibliothèques, Bernay, Société d'histoire de la lecture, coll. « Matériaux pour une histoire de la lecture et de ses institutions » (no 18), 2006 (1re éd. 1839), 70 p. (ISBN 2-912626-17-X).

### Études
- Bénédicte Grailles, Patrice Marcilloux, Valérie Neveu et Véronique Sarrazin (dir.), Classer les archives et les bibliothèques : mise en ordre et raisons classificatoires, Rennes, Presses universitaires de Rennes, coll. « Histoire », 2015, 244 p. (ISBN 978-2-7535-4063-7).
- Adrienne Cazenobe, Les collections en devenir : typologie des documents, politique et traitement documentaire, Paris, Electre-Editions du Cercle de la Librairie, coll. « Bibliothèques », 2010, 304 p. (ISBN 978-2-7654-0981-6).
- Yves Alix (dir.) et Association des bibliothécaires de France, Manuel du bibliothécaire, Paris, Electre-Editions du Cercle de la Librairie, coll. « Bibliothèques », 2013, 565 p. (ISBN 978-2-7654-1397-4).